# (25877) Katherinexue
(25877) Katherinexue est un astéroïde de la ceinture principale d'astéroïdes.

## Description
(25877) Katherinexue est un astéroïde de la ceinture principale d'astéroïdes. Il fut découvert le 24 août 2000 à Socorro (Nouveau-Mexique) par le projet LINEAR. Il présente une orbite caractérisée par un demi-grand axe de 2,42 UA, une excentricité de 0,11 et une inclinaison de 1,9° par rapport à l'écliptique.

## Compléments